# Telecskai-dombság

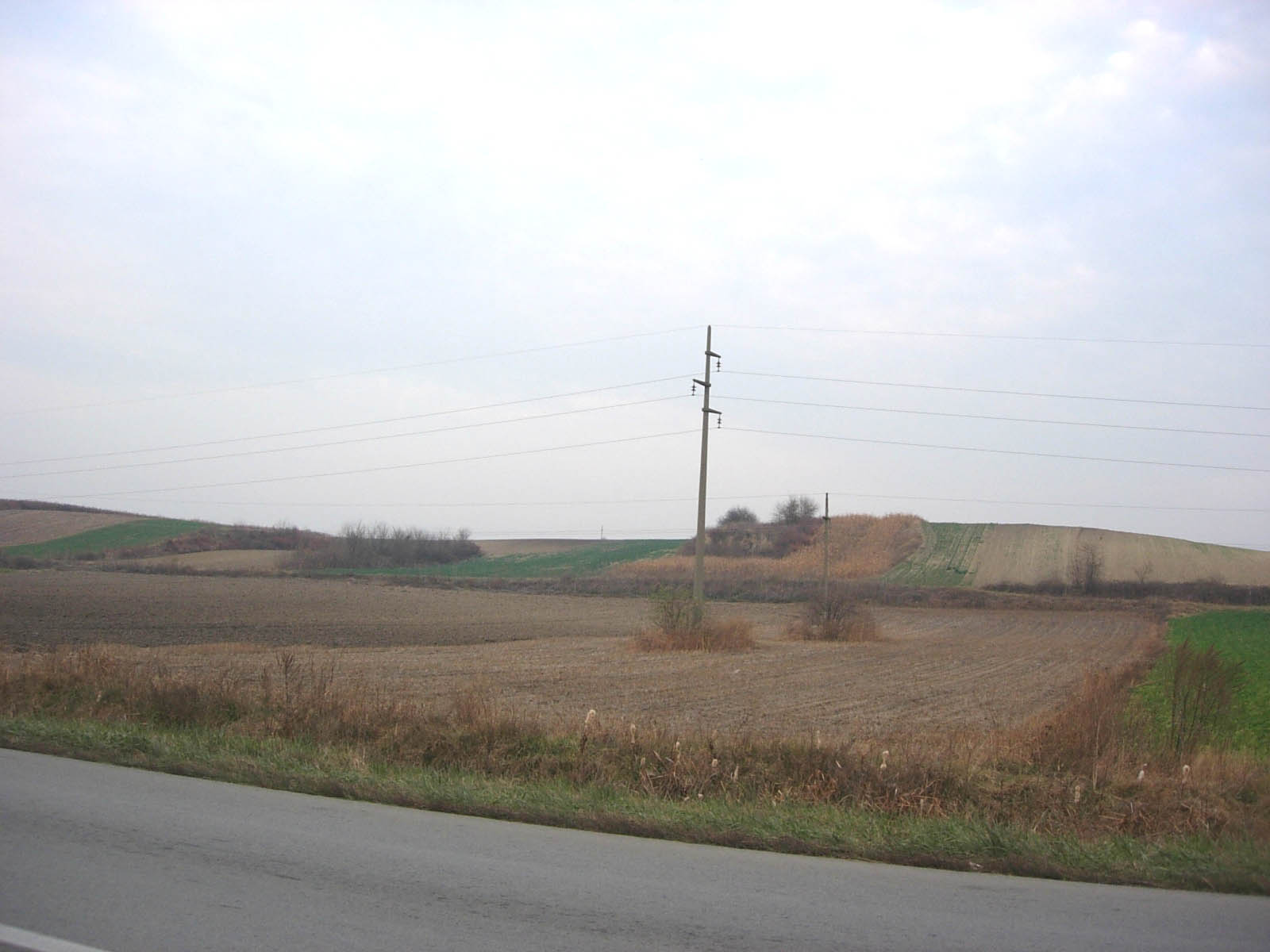
A dombság Szivácnál

Telecskai-dombság; Telecska – A Duna-Tisza közének pleisztocén időszaki, löszös felszínű maradványa Szerbiában, a Vajdaság északi peremén, a Bácskában. Területe a mai szerbiai határvidéktől délre a Ferenc-csatornáig terjed. Nagy része mentes a magyarországi Duna-Tisza köze homoktakarójától. A Telecskai-dombság északi homokosabb és a déli – néhány méter vastagságú – löszös felszín szintkülönbsége tetemes. A nyugaton a Duna völgysíkja fölé emelkedő meredekebb részt Telecskai-peremnek is nevezik. – A lösztábla erősen feltagolódott mélyutakkal, dolinákkal és kisebb üregekkel, amelyek hullámossá teszik a felszínt. A dombság, átlagosan 20 méterrel a síkság fölé emelkedő déli peremét a Ferenc-csatornához tartó aszóvölgyek szabdalják fel. A Bácskában ezek a löszfelszíni formák ismételten és koncentráltan jelentkeznek a Duna-Tisza összefolyása felett emelkedő Titeli-löszplatón is. – A dombság lösztakarója tápanyagokban gazdag, mészlepedékes csernozjom – kitűnő gabonatermő – talaj. 

A telecskai dombok és homokbuckák aljában erek, patakok fakadnak: Bács-ér vagy más néven Kanyarodó/Krivaja, Csík-ér(en), Béla-bara, Kőrös-ér, Bundzsák-ér stb.

## Kiegészítő információk
- Hovány Lajos: Vízeink nyomában: különös tekintettel Északkelet-Bácskára – Grafoprodukt, Szabadka, 2002. 324 o. – ISBN 86-83135-10-1.
- Nebojszki László: A Telecskai-dombok lábánál Archiválva 2012. április 29-i dátummal a Wayback Machine-ben – Természet Világa, 136. évfolyam, 2005. 9. szám, szeptember – A hozzáférés ideje: 2012. november 5.
- Szabados Klára: A Bácskai löszhát völgyei – In: Ismerd meg Vajdaság növény- és állatvilágát – Szerkesztő: Muhi B. Béla – Vajdasági Magyar Tankönyv Tanács – Hozzáférés ideje: 2012. november 12.
- Tanács István: A húszezer éves Telecskai-dombok – Népszabadság, 2003. június 14. – A hozzáférés ideje: 2012. november 9.
- Telecska – Pallas Nagy Lexikona – XVI. kötet Téba–Zsuzsok – Pallas Irodalmi és Nyomdai Rt. Budapest, 1893–1897. – A hozzáférés ideje: 2012. november 9.